# Joel Jáuregui
Joel Jáuregui (Monterrey, Nuevo León; 3 de noviembre de 1967 - San Pedro Garza García, Nuevo León; 15 de marzo de 2025), más conocido como  Jáuregui, fue un cantante de rock, escritor de canciones y productor mexicano, creador del género llamado FutRock.Entre sus temas más conocidos dentro del género FutRock, están: «Jugando en la ciudad» (canción de presentación del programa deportivo televisivo mexicano La jugada de Televisa Deportes), «La vida no es la misma sin fútbol» (canción de presentación del programa deportivo televisivo argentino Estudio Fútbol de TyC Sports, del programa deportivo paraguayo La fórmula deportiva de El Trece y del programa deportivo costarricense Estadio 11 de Repretel) y campaña de Telemundo en los Estados Unidos para la selección mexicana de fútbol),[cita requerida], entre otros. Ambas canciones aparecen en la película de animación Selección Canina.
Algunos de sus grandes sencillos son «Gol» (himno del programa Fútbol de primera en los Estados Unidos), «Los reyes del barrio»,  «Héroes», «Pegada al corazón», «Campeones», «Calles de América», entre otras.

## Biografía

### Carrera
Lanzó su primer EP Fanáticos Club Band en mayo de 2006 y para fin de ese año se hizo popular en Argentina, dónde los medios lo bautizaron como el creador del “FutRock”. Su música se extendió por todo el continente americano y ciudades de Europa. La prensa internacional de gran prestigio (Clarín, Olé, Marca, Gaceta Dello Sport, Sports Illustrated, Fox Sports Magazzine, UEFA Magazzine, entre otros) destacó el nuevo género acuñado por el roquero mexicano. Escribió y produjo más de 500 temas para publicidad y entretenimiento con relevantes casos de éxito, y fue reconocido en festivales de música como The Independent Music Awards, The John Lennon Songwriting Contest y en festivales de Publicidad.
Como director creativo y productor, Jáuregui fundó las compañías Digital Studio (1993), Audiomanía (1996), Zonazero (1999) y Jauregui Music (2006). Fue reconocido y premiado en los festivales más importantes del mundo como Cannes Lions, London Fest, San Sebastián, FIAP, New York, OBIE Awards entre otros. La Prensa internacional especializada lo reconoció como una de los creativos más influyentes del país. Representó a México como jurado en Cannes, OBIE, FIAP entre otros.
Jáuregui trabajó para marcas como: Adidas, Andrea, Applebee’s, Banco Azteca, Bokados, Burger King, Carlos V, Chili’s, Coca Cola, Domino’s, Elektra, El Norte, Famsa, FDP Radio, Hidro 220, HP, Ice Breakers, Innova Sport, Iusacell, Joya, Metro, Multimedios Televisión, Mural, Nike, Oxxo, Reforma, Seven Eleven, Soriana, Symphony, Telcel, Telemundo, Televisa, Topo Chico, Topo Sabores, TV Azteca, TyC Sports, Umbro, Vallevisión, Whataburger, entre otras. 

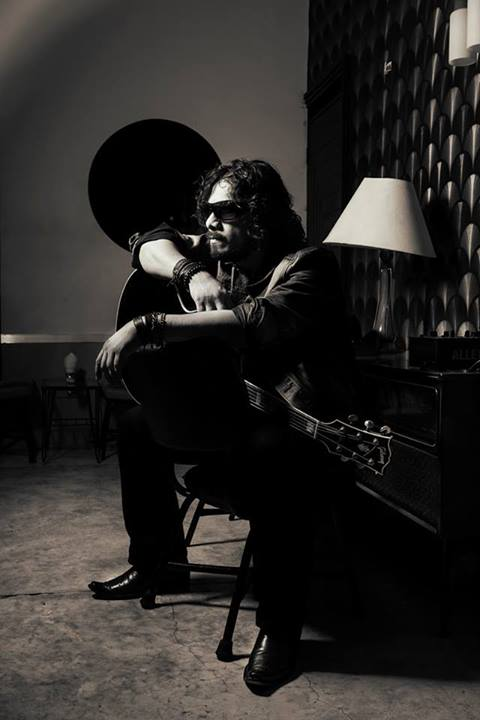
Jáuregui con su guitarra, a la cual llama «Victoria».

También trabajó para agencias productoras: Catatonia Films, Central Films, Circo Films, Delta Group, El Recreo, Factor, FiRe, Grupo W + Goodby Silverstain & Partners, iLatina, Incubo, La Casa Comunicación, La Sociedad, La Colmena, La Tuna Films, Nautilus, One Films, Sr. Gonz, Zonazero, entre otras. 
En mayo de 2006 lanzó su primer EP independiente. En el mismo año, la empresa Nike licenció sus canciones «Los reyes de barrio» y «Campeones» para Joga TV (reality show transmitido por MTV durante el Mundial de Fútbol de Alemania).
A finales de ese año «La vida no es la misma sin fútbol» se convierte en el tema oficial de Estudio Fútbol en Argentina y con cobertura en el resto de América Latina, hinchas sudamericanos comienzan a subir sus canciones a YouTube y a cantarlas en los estadios, comienzan a salir notas de prensa en medios internacionales.
En 2007, Jáuregui ganó el Independent Music Award por el mejor sitio web de un artista independiente en el mundo y Telemundo lanzó una campaña para la Selección Mexicana en Estados Unidos con «La vida no es la misma sin fútbol». Para finales de año debuta a nivel nacional en La jugada, programa de deportes de México, haciendo una temporada de tres meses en vivo cada domingo.
En 2008, «La vida no es la misma sin fútbol» se convirtió en el tema oficial de Televisa Deportes. Apareció tocando en vivo en el estadio Azteca en el clásico del fútbol mexicano, es nominado por Fanáticos Club Band al mejor álbum latino en los Independent Music Awards 2008 y firma con EMI-Televisa- Music en México para lanzar su disco con 11 temas. En agosto del mismo año Jáuregui lanzó «Héroes», tema utilizado por Televisa para los Juegos Olímpicos y para una campaña del fútbol mexicano.
En febrero de 2009 produce «Invisibles», tema que se une a una importante campaña de bien público para el estado de Nuevo León y el 9 de septiembre de 2009 presenta «El cielo puede esperar». Televisa y TVNL producen y transmiten programas especiales de una hora del concierto del nuevo lanzamiento. En diciembre del mismo año presenta Canciones de amor para un mundo imperfecto, álbum inspirado en un sentimiento profundo de amor hacia la humanidad, y el tema «Una canción de amor» se lanza en el Metro de Monterrey de una forma inusual desde los andenes, provocando acciones de amor en la gente.
En febrero de 2010 interrumpe la promoción de su nuevo álbum por el tema «Mexicanos al grito de fútbol», que se convierte en himno de la Selección Mexicana de Fútbol para el Mundial de Sudáfrica de la mano de Televisa y otros medios. Durante el Mundial, Jáuregui sale de gira con Adidas para apoyar a México en diferentes ciudades de México. La canción «¿Por qué no hablamos de fútbol?» es tema oficial de La Peña Futbolística y se convierte en cortina del programa Radio 13 deportes en México. En octubre del mismo año, su canción «Diego» es seleccionado por Olé como uno de sus temas favoritos en el mundo escritos para el futbolista argentino Diego Maradona en su cumpleaños 50 Termina el año con shows en Dallas (Estados Unidos), Buenos Aires (Argentina), México DF y Monterrey.

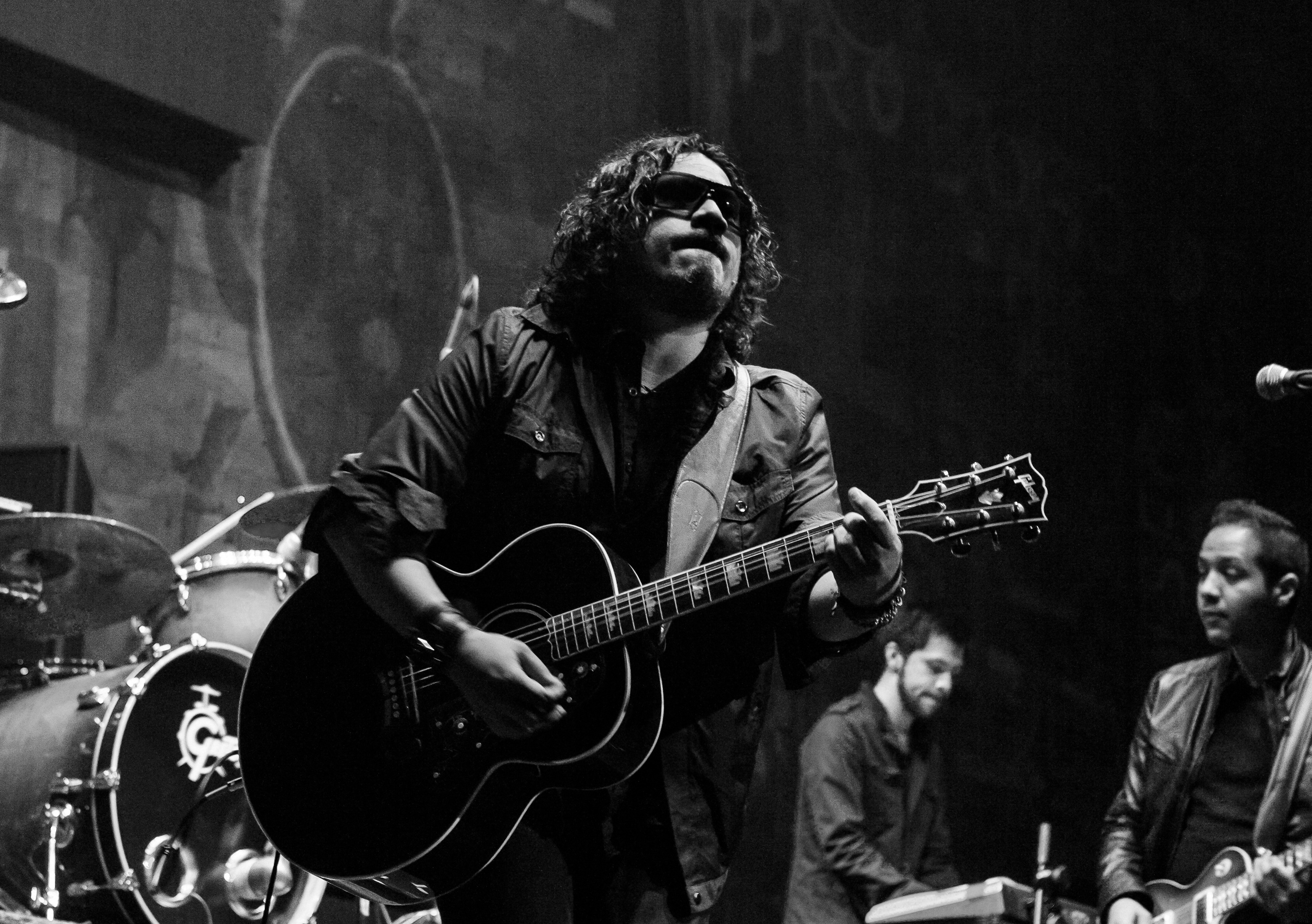
Jáuregui en un recital.

Jáuregui comienza el 2011 con «Sola», como el tema oficial de la serie Méteme golde Multimedios Televisión. Hace un par de conciertos en plataformas móviles en el reciente campeonato de liga obtenido por el Club de Fútbol Monterrey, equipo del que ha sido fanático, y el Clásico Regiomontano. Produce una versión a su estilo del «Himno del Monterrey» que lo convierte en trend topic en México el día de su lanzamiento. «Mexicanos al grito de fútbol» vuelve a convertirse en el himno de la selección mexicana de fútbol en competiciones internacionales como la Copa de Oro y el Mundial Sub-17.
El 2012 arranca con el proyecto «Himnos» en La jugada todos los domingos a través del Canal de las Estrellas, y «Jugando en la ciudad» se convierte en el tema oficial del programa. El festival internacional The John Lennon Songwriting Contest le otorga el premio de finalista en la categoría Latin 2011 por la canción Hoy. Jáuregui lanza Hincha 2006-2012, un álbum comercial compilatorio de las canciones de fút-rock, desde su álbum debut hasta los sencillos de este en los últimos años. Da la bienvenida al exfutbolista Hugo Sánchez en el estadio Huracán de Pachuca. Hace el tema «Superman» en el homenaje al famoso portero Miguel Marín y termina haciendo shows en México en escenarios como el BullDog de la Ciudad de México, el Auditorio Gota de Plata, el Woodstock Valle y el Museo Marco, entre otros.
En 2013 lanza el álbum La rebelión de las musas, que él considera su mejor álbum comercial hasta el momento. Produce e interpreta «Y volar» de Nicho Hinojosa para el disco Mis amigos del bar. Produce una nueva versión de «La vida no es la misma sin fútbol» con Alejandro Rosso (de la banda Plastilina Mosh). Forma parte de la campaña de Navidad del Club Rayados junto a otros artistas de la región.
En 2014 Jáuregui abre con el vídeo Ella es un revólver, que se lanzó internacionalmente en Telehit, así también este año colabora en el álbum Rayados es pasión con «Vamos adelante», en coautoría con Chalo Galván (de la Volován). Produce y le da voz a una campaña de la marca Andrea a nivel internacional y produce el tema oficial de la cadena Fútbol de Primera en Estados Unidos.
En 2015 donde “Soledad” tercer sencillo de La rebelión de las musas es nominado a la 14 entrega de los Independent Music Awards como la mejor canción latina, un par de temas son incluidos en el soundtrack de la película animada “Selección Canina”, Sus canciones son utilizadas en distintos países durante la “Copa América Chile 2015″. Destacan los temas inéditos “Dias de Gloria” y “Grandioso Estadio Bancomer” escritos para la despedida de la cancha del Tecnológico y la apertura del Estadio BBVA Bancomer, ambos con presentaciones en vivo, un medio tiempo y un concierto en el previo de la inauguración respectivamente. Inicia la gira internacional en solitario #CancionesDesnudas con gran éxito en Buenos Aires, Santa Fe y Ciudad de México con presentaciones entre noviembre y diciembre.
En Argentina se estrena en febrero de 2016 una versión de “La vida no es la misma sin fútbol” en vivo en “Estudio Futbol” y temas como “Los reyes del barrio”, “Jugando en la ciudad” y “Pegada al corazón” forman parte del Reality Show “Sueño de Fútbol” en Colombia. Lanza “Calles de América” que es tomada por programas deportivos desde Argentina hasta Estados Unidos y Saca su primer álbum en vivo “Despertando al gigante” grabado en la inauguración del Estadio BBVA Bancomer en Monterrey justo un año antes.

### Fallecimiento
Jáuregui murió el 15 de marzo de 2025 a causa de una cirrosis hepática; tenía 57 años de edad.

## Discografía

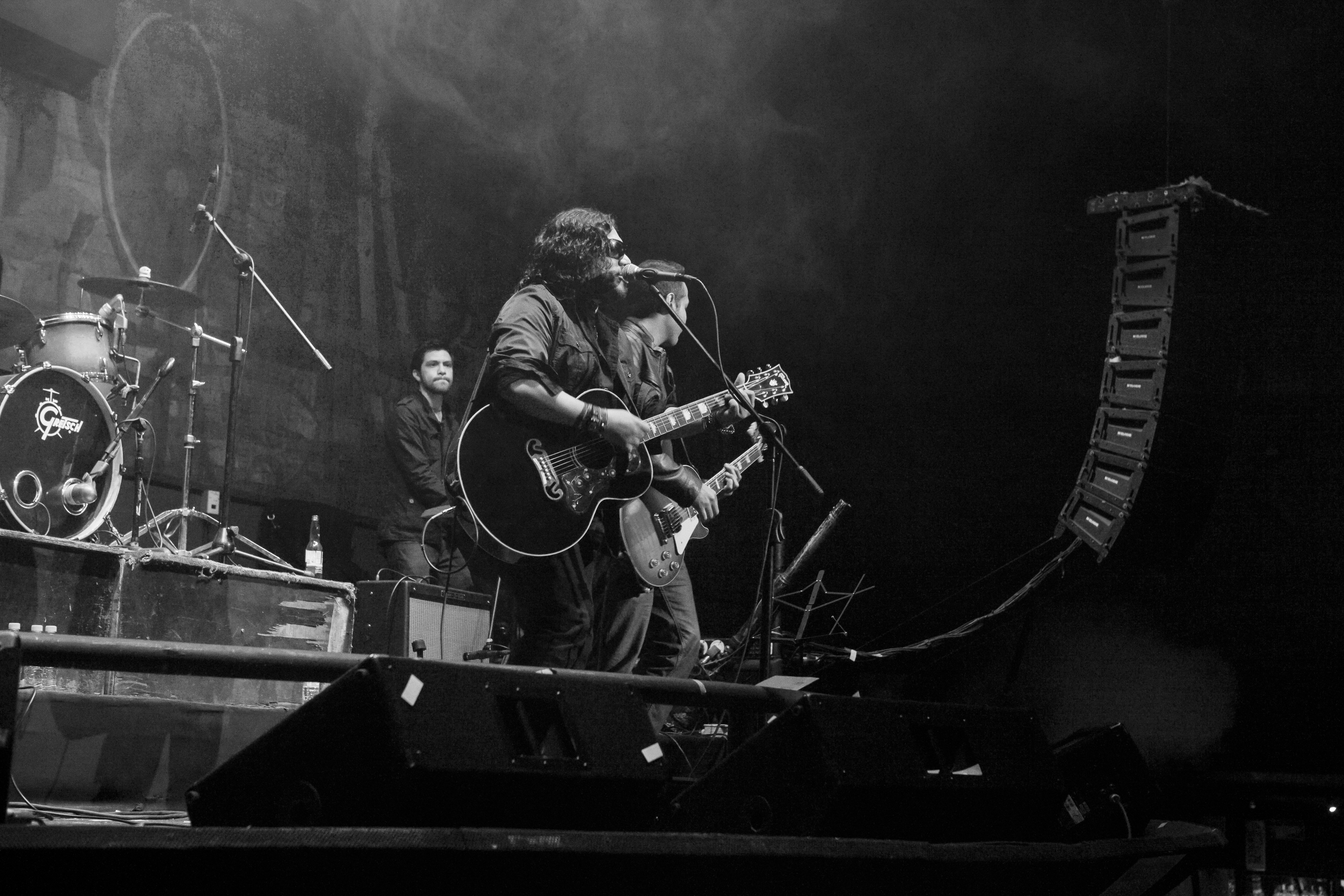
Jáuregui en un recital.

### Álbumes de estudio
- 2006: Fanáticos Club Band (EP como cantante de la banda Fanáticos Club Band).
- 2007: Fanáticos Club Band.
- 2009: Canciones de amor para un mundo imperfecto (EP).
- 2012: Hincha (EP).
- 2012: Hincha 2006-2012" (recopilación).
- 2013: La rebelión de las musas

### Sencillos digitales
- 2009: El cielo puede esperar
- 2010: Mexicanos al grito de fútbol
- 2010: ¿Por qué no hablamos de fútbol?
- 2011: Hoy
- 2011: Jugando en la ciudad
- 2012: Superman
- 2014: Gol (himno de la FDP).
- 2015: Soledad

### Colaboraciones
- 2013: La vida no es la misma sin fútbol (presentando a Alejandro Rosso).
- 2013: Y volar (de Nicho Hinojosa).
- 2014: Vamos adelante (compuesto con Chalo Galván).